# Burg Röhrwangen
Die Burg Röhrwangen, auch Vorderburg genannt, ist eine abgegangene Höhenburg über dem Rißtal am nordöstlichen Rand der Stadt Biberach an der Riß im Landkreis Biberach in Baden-Württemberg.
Die vermutlich von den Herren von Röhrwangen im 13. Jahrhundert erbaute Burg wurde um 1271 erwähnt, war später im Besitz der Herren von Helfenstein und wurde um 1401 zerstört. 
Von der nicht genau lokalisierbaren Burganlage ist nichts erhalten.